# Hoplitis teucrii
Hoplitis teucrii är en biart som först beskrevs av Raymond Benoist 1927.  Hoplitis teucrii ingår i släktet gnagbin, och familjen buksamlarbin. Inga underarter finns listade i Catalogue of Life.